# NGC 1073
NGC 1073 est une galaxie spirale barrée située dans la constellation de la Baleine.  NGC 1073 a été découverte par l'astronome germano-britannique William Herschel en 1785.

## Caractéristiques
En raison d'une brillance de surface égale à 14,31 mag/am2, on peut qualifier NGC 1073 de galaxie à faible brillance de surface (LSB en anglais pour low surface brightness). Les galaxies LSB sont des galaxies diffuses (D) avec une brillance de surface inférieure de moins d'une magnitude à celle du ciel nocturne ambiant.

### Distance
Sa vitesse par rapport au fond diffus cosmologique est de 988 ± 16 km/s, ce qui correspond à une distance de Hubble de 14,6 ± 1,1 Mpc (∼47,6 millions d'al).
À ce jour, dix mesures non basées sur le décalage vers le rouge (redshift) donnent une distance de 7,374 ± 4,549 Mpc (∼24,1 millions d'al), ce qui est un peu à l'extérieur des valeurs de la distance de Hubble. Cependant, comme cette galaxie est relativement rapprochée du Groupe local, il se peut que cette valeur soit plus près de la distance réelle de celle-ci. Notons cependant que c'est avec la valeur moyenne des mesures indépendantes, lorsqu'elles existent, que la base de données NASA/IPAC calcule le diamètre.
La classe de luminosité de NGC 1073 est III et elle présente une large raie HI.

### Morphologie
Eskridge, Frogel et Pogge ont publié un article en 2002 décrivant la morphologie de 205 galaxies spirales ou lenticulaires rapprochées. Les observations ont été réalisées dans la bande H de l'infrarouge et dans la bande B (le bleu). Selon Eskridge et ses collègues, NGC 1073 est de type  SB(r)c dans la bande B et  SB(r)ab dans la bande H. La barre de cette galaxie est solide et mince et son bulbe est très elliptique. Ses bras émergent des extrémités de la barre et ils sont à peu près perpendiculaires à celle-ci. La classification de NGC 1073  dans la bande H est plus tôt, parce que les bras spiraux extérieurs ouverts sont très peu lumineux dans l' infrarouge proche, laissant ainsi la structure interne bras/anneau comme l'élément qui domine la classification. 

## Supernova
La supernova SN 1962L a été découverte dans NGC 1073 le 23 novembre 1962 par l'astronome italien Leonida Rosino ainsi que par les astronomes mexicains Enrique Chavira Navarrete et Guillermo Haro. D'une magnitude apparente de 13,9 au moment de sa découverte, elle était de type Ic.

## Groupe de M77
Selon A. M. Garcia, NGC 1073 est membre du groupe de M77. Ce groupe de galaxies renferme au moins 7 membres. Les autres galaxies du groupe sont M77 (NGC 1068), NGC 1055, UGC 2162, UGC 2275, UGC 2302 et UGCA 44.

## Galerie

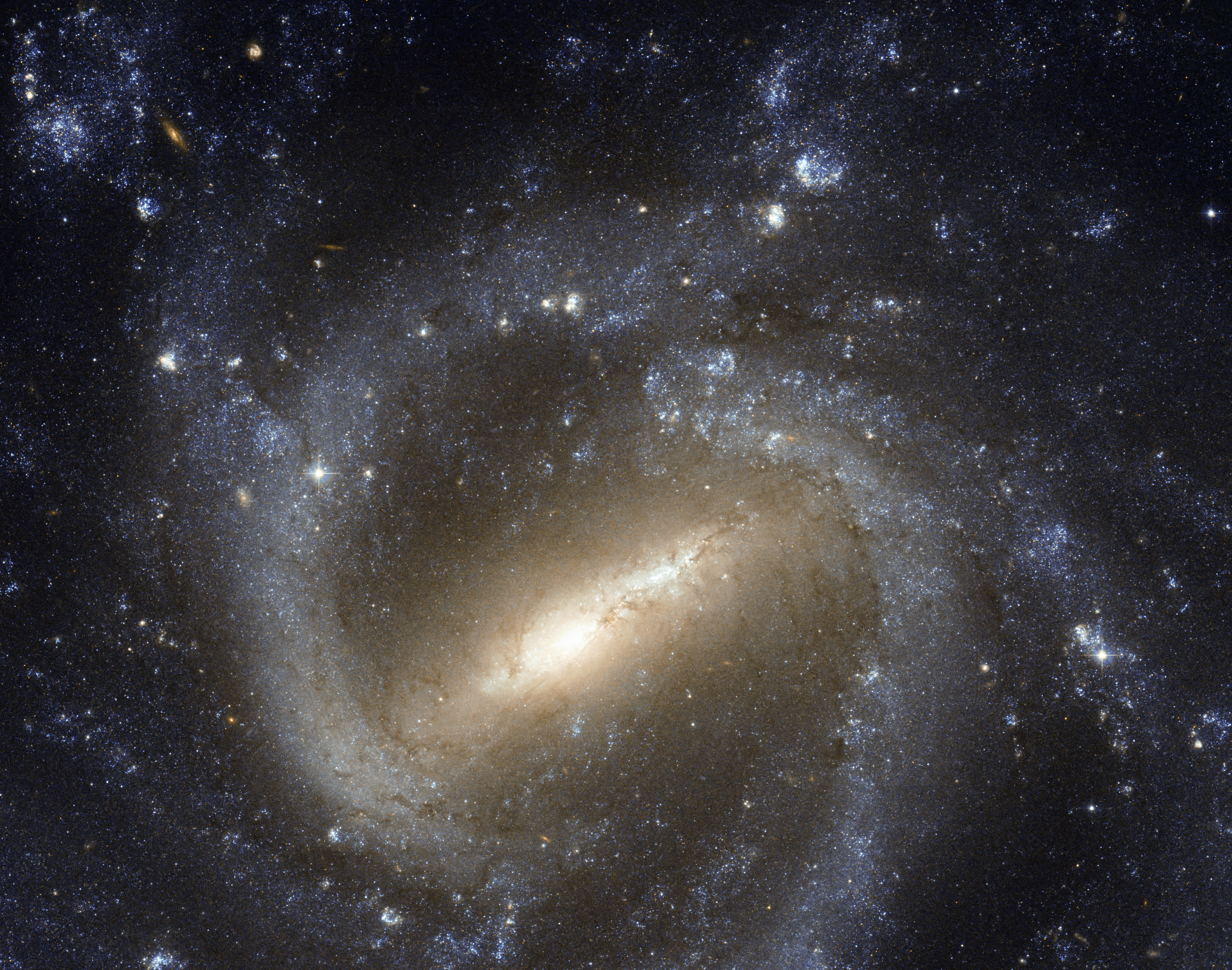
NGC 1073 par le télescope spatial Hubble.
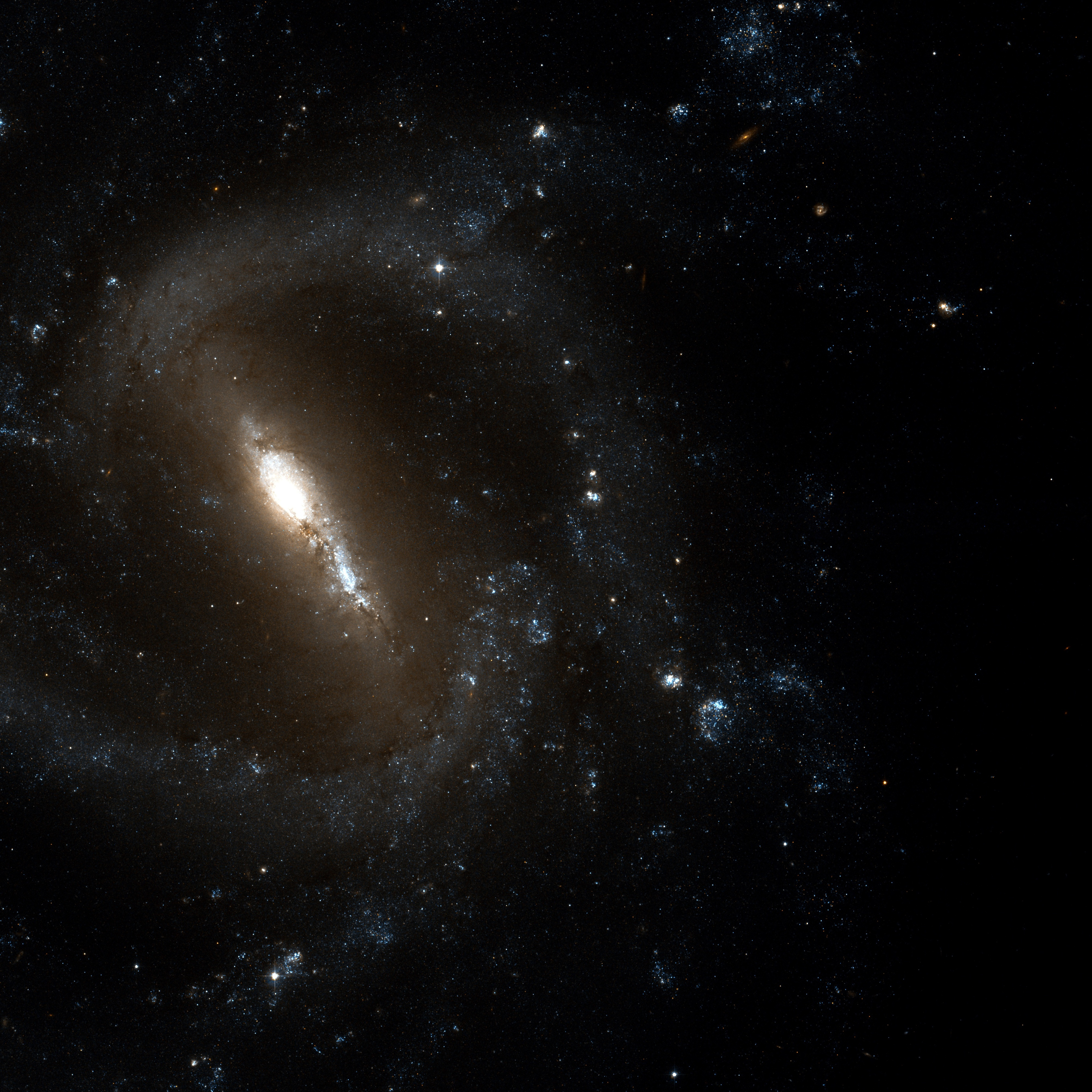
Autre version de NGC 1073 par le télescope spatial Hubble.
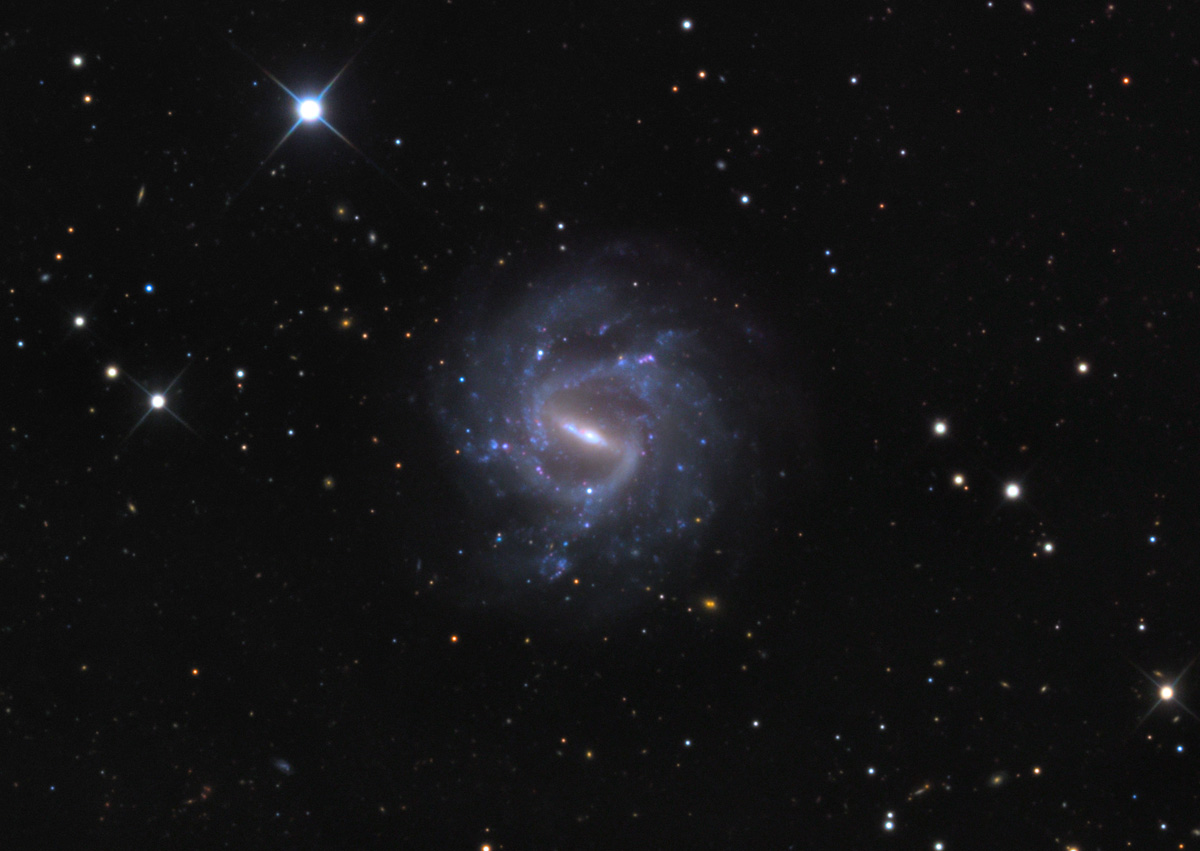
NGC 1073 par Adam Block (Observatoire du mont Lemmon/Université de l'Arizona).